# Kerim Frei
Kerim Frei Koyunlu (Feldkirch, 19 novembre 1993) è un calciatore svizzero naturalizzato turco, attaccante dell'Elazığspor.

## Biografia
Frei è nato in Austria da padre turco e madre marocchina; in seguito la famiglia si è trasferita in Svizzera, dove il calciatore è cresciuto.

## Carriera

### Nazionale
Il 29 febbraio 2012 fa il suo esordio con la nazionale Under-21 elvetica giocando da titolare contro i pari età dell'Austria.
Nel 2012 debutta con la nazionale maggiore turca.

## Palmarès

### Competizioni nazionali
- Campionato turco: 1

Beşiktaş: 2015-2016